# Tramlijn T4 (Gent)
Tramlijn T4 (kleur rood), is een tramlijn in de Belgische stad Gent, van station Gent-Sint-Pieters (tijdelijke eindhalte voorjaar 2025) via de Muide naar de Lange Steenstraat bij het Gravensteen. Het lijnnummer T4 bestaat sinds 6 januari 2024, en deze lijn nam deels het traject van haar voorganger, tramlijn 4, over. De lijn verbindt het UZ via het Sint-Pietersstation, de Coupure, de Opgeëistenlaan langs het Rabot en AZ Sint-Lucas en de Muide tot de halte aan de Muidebrug, en daarna terug het centrum in naar de nieuwe eindhalte Lange Steenstraat. Deze lijn passeert langs een campus van hogeschool Odisee en vervoert dus veel studenten. Op de lijn worden voornamelijk Hermelijn-trams ingezet.

## Geschiedenis

### Tramlijn 4

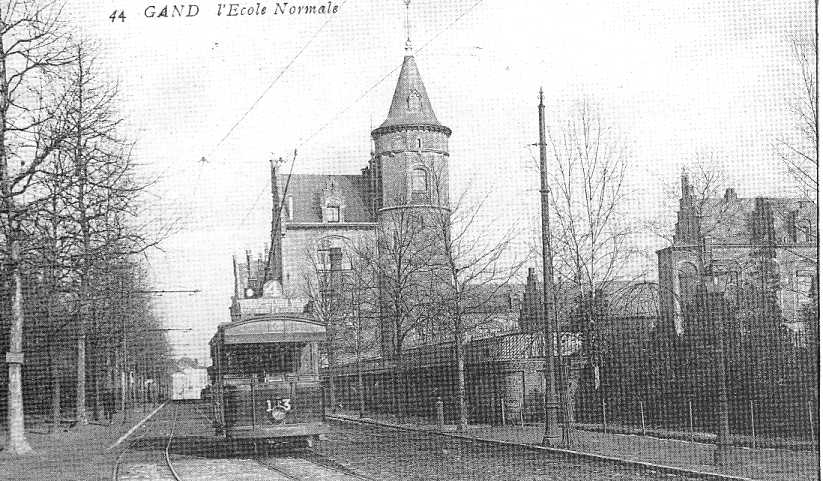
Tram 4 op de Hofbouwlaan tussen 1904 en 1907

Tramlijn 4 was een van de oudste openbaar vervoersassen in Gent. In haar oorspronkelijke gedaante volgde ze echter een volledig ander tracé. Toen de elektrisch tramlijn op 23 januari 1899 van start ging (de nummering kreeg ze pas in 1906), reed lijn 4 van Sint-Jacobs (Vlasmarkt) via de Keizer Karelstraat, het Sint-Annaplein, het Zuid, de Lammerstraat, de Sint-Pietersnieuwstraat, het Sint-Pietersplein, de Heuvelpoort, de Hofbouwlaan (Citadelpark), het oude Sint-Pietersstation, de Kortrijksesteenweg, de Nederkouter, het Gerechtshof tot de Korenmarkt. 

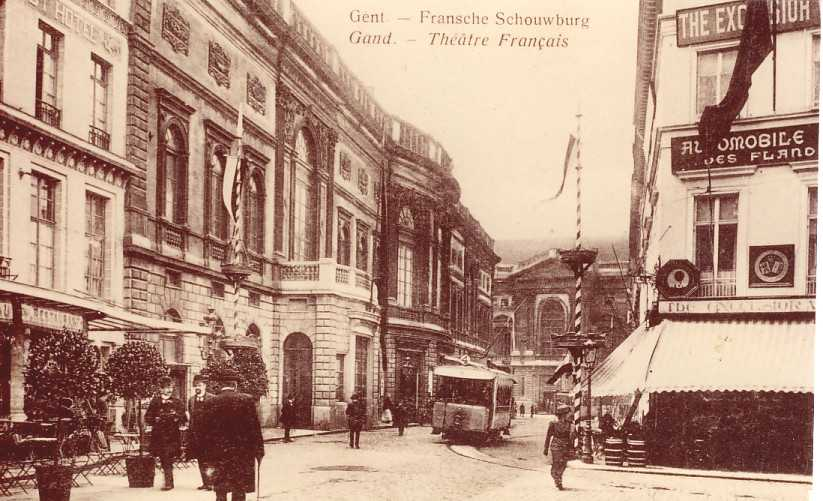
Tram 4 aan de Opera tussen 1907 en 1913

Vanaf oktober 1912 reed lijn 4 door naar De Sterre. Tijdens de Wereldtentoonstelling van 1913 reed de tram samen met tram 7 langs de hoofdingang van de expo tot aan De Sterre. Voor een efficiëntere exploitatie tijdens drukke dagen legde men voor lijn 4 een keerlus aan rond de Sint-Niklaaskerk en op het Sint-Annaplein. Zo ontstond er ook een lijn die reed tussen het Sint-Pietersstation en de Korenmarkt en aangeduid werd met een "doorstreepte" 4.
Op 10 januari 1914 werd de lijn gewijzigd. Het nieuwe traject werd Sterre – Sint-Pietersstation - Korenmarkt - Muide. Het traject Korenmarkt – Muide werd oorspronkelijk door lijn 2 bediend. Het traject Zuidstationstraat - Lammerstraat - Sint-Pietersnieuwstraat - Heuvelpoort werd door tram 5 bediend en het traject Hofbouwlaan (Citadelpark) - Sint-Pietersstation door tram 7. Tram 4 kende toen veel vertragingen in de smalle straten tussen het Sint-Pietersstation en de Korenmarkt.
Op 8 april 1922 werd het traject van lijn 4 ingekort. Het traject De Sterre - Sint-Pietersstation werd lijn 8.

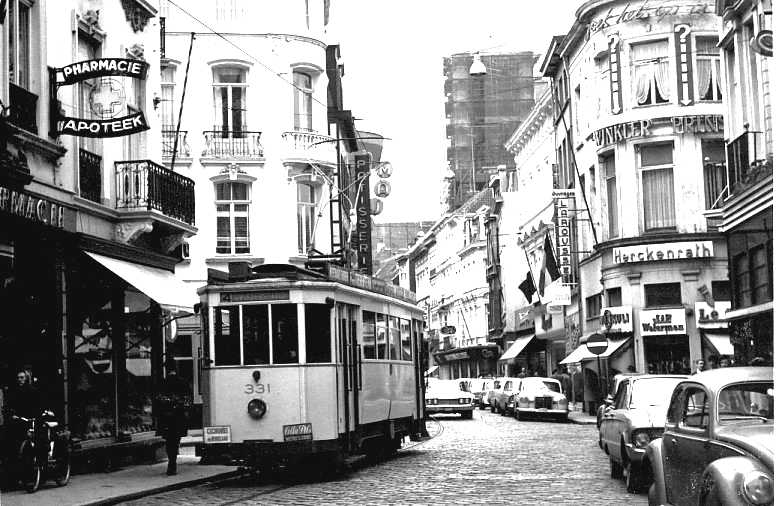
Tram 4 in de Veldstraat in de jaren 1960

Vanaf 2 juli 1984 werd het traject van lijn 4 gewijzigd door een trajectwissel met lijn 1. Het traject werd nu Muide-Moscou (met een wijziging vanaf de Korenmarkt).
Op 29 september 1986 werden lijn 10 (Sint-Pietersstation - Muide) en lijn 4 verknoopt tot lijn 40 (Sint-Pietersstation - Muide - Moscou). Er ontstonden tevens deeltrajecten : 41 (Korenmarkt - Ledebergplein); 42 (Moscou - Muidebrug); 43 (Sint-Pietersstation - Rabot - Muide).
Op 19 augustus 2004 werd de nummering vereenvoudigd: 40, 41, 42 en 43 werden herleid tot 4. De bestemming werd alleen nog aangegeven door de plaatsnaam. Het traject van tram 4 is ongeveer 13,7 km lang.
Als gevolg van de tramomleidingen in het kader van de heraanleg van de PAG-as (Papegaaistraat-Annonciadestraat-Gebroeders Van de Veldestraat, 2011-2014) en de BraVoKo-as (Brabantdam-Vogelmarkt-Kouter, 2014-2017) reed tram 4 van 5 september 2011 tot 13 maart 2016 verder van het Sint-Pietersstation naar Zwijnaardebrug aangezien tram 21/22 dit traject tijdelijk niet meer bediende.  
Sinds zondag 13 maart 2016 volgt tramlijn 4 vanaf het Sint-Pietersstation het traject van lijn 21/22, tot aan het kruispunt van de Galglaan met de De Pintelaan. Vanaf daar rijdt tram 4 over een nieuw aangelegd traject door tot op het terrein van het UZ Gent. Aan de parkeergarage, ter hoogte van de nieuwe hoofdtoegang naar het UZ Gent, is een eindhalte gebouwd met 2 perrons en wachtaccommodatie voor de reizigers. De werken voor deze verlenging van ca. 800 meter werden in 2014 gestart en waren begin 2016 klaar.
Van dinsdag 21 november 2017 tot en met zaterdag 30 september 2023 reed tramlijn 4 niet meer door tot Moscou. Door de slechte staat van de sporen tussen het Ledebergplein en Moscou, vooral in de Jozef Vervaenestraat, konden die niet meer veilig door een tram bereden worden. De laatste vier halten: Botermarkt, Moriaanstraat, Van Ooteghemstraat en P&R Moscou gingen uit dienst. Door een gebrek aan financiële middelen begon de herstelling van de sporen pas vanaf maart 2021. Er werd even een vervangende pendelbusdienst ingelegd op vraag van de bewoners, van de halte Moscou via de Vervaenestraat naar Ledebergplein, en dan via de Brusselsesteenweg terug naar Moscou.
De tram op deze lijn reed van het UZ Gent via het Sint-Pietersstation naar de Muide, en vervolgens via de Korenmarkt naar Moscou. Deze lijn passeerde langs campussen van Hogeschool Gent en Odisee en vervoerde dus veel studenten. Op de lijn werden voornamelijk Hermelijn-trams ingezet, maar sinds juli 2017 reden er ook Albatros-trams dus werden er bijna geen PCC-trams meer voor deze lijn gebruikt.

### 6 januari 2024: 4 wordt T4
Op 6 januari 2024 nam lijn T4 gedeeltelijk het traject van de voormalige lijn 4 over.

### Geschiedenis na 6 januari 2024
Door werkzaamheden, de werken tussen 2022 en 2024 aan het tramtracé Coupure Rechts tussen de Rozemarijnbrug en de Contributiestraat, was het traject van de T4 het eerste halfjaar tot 19 juli 2024 beperkt tot het korte traject UZ - Sint-Pietersstation en was er een tijdelijke pendelbus P4. Deze reed acht keer per uur (circa om de 7,5 minuten) van het Sint-Pietersstation via de Korenmarkt en het Rabot naar het Fratersplein. Vanaf 19 juli 2024 verviel de pendelbus en reed T4 het volledige traject van het UZ langs Sint-Pietersstation, Coupure, Rabot en Muide naar de Lange Steenstraat.
Van 1 april tot 17 juli 2025 wordt er een nieuwe (tijdelijke) eindhalte en keerwissel aangelegd aan het UZ, en rijdt tram T4 tijdelijk slechts tot station Gent-Sint-Pieters. Dit omdat de vorige eindhalte (met de kenmerkende luifel, naast het bestaande parkeergebouw en vlakbij het kinderziekenhuis) vanaf november 2025 zal verdwijnen door de aanleg van de inrit van de parkeerkelder van het nieuwe hoofdgebouw van het UZ Gent.

### Kleur

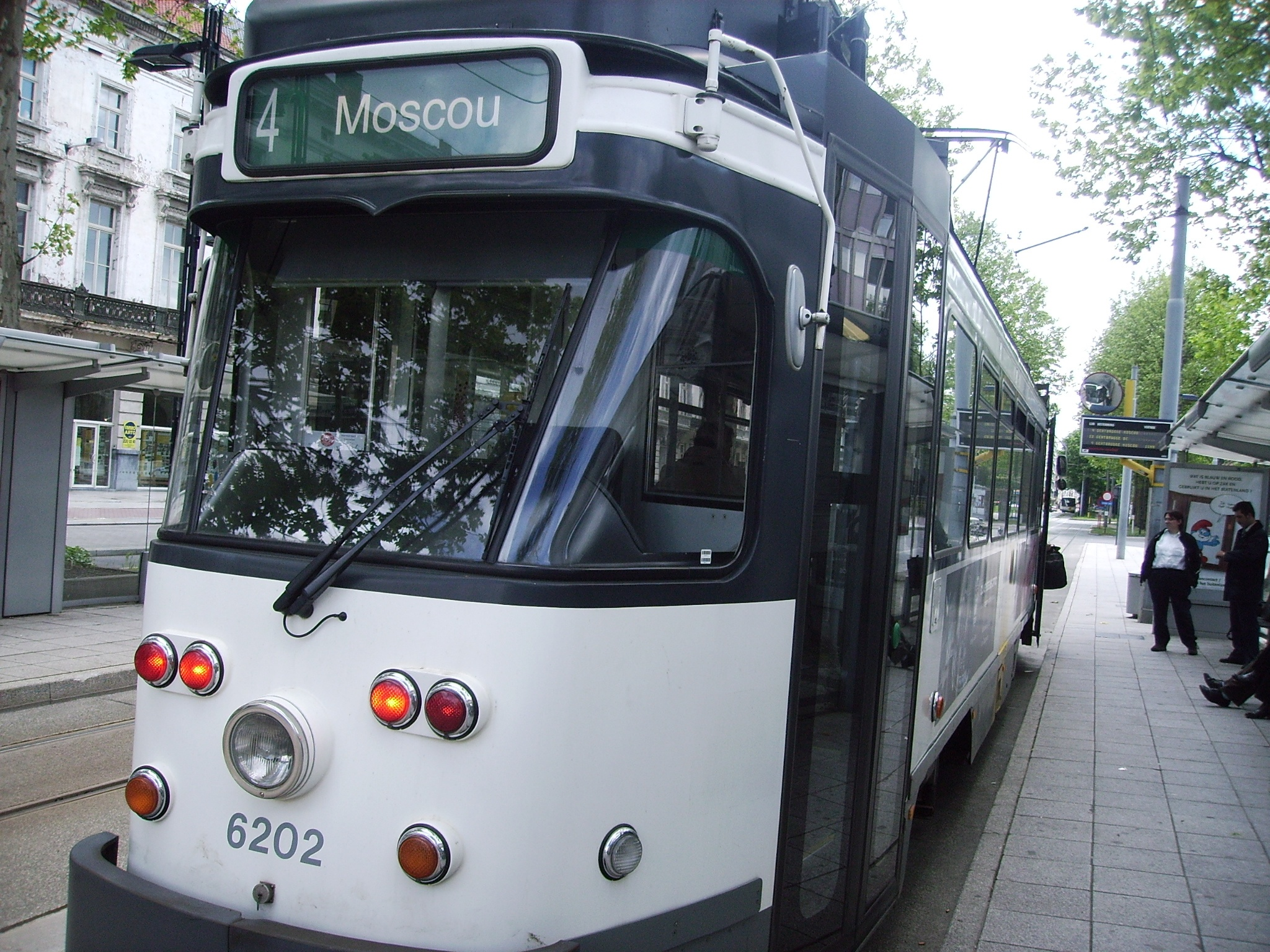
Tram 4 op weg naar Moscou

De kenkleur van deze tramlijn 4 was donkergroen met witte letters.

## Toekomst
Tram T4 zal worden doorgetrokken vanaf de halte Tolpoort via Dok Noord naar station Gent-Dampoort. Er komen dan 3 nieuwe haltes bij. De verlenging kadert in de investeringen van het "Gentspoort" project, die gepland staan vanaf 2027.  
De tramlijn wordt mogelijk vanaf UZ nog doorgetrokken naar de Ghelamco Arena,.